# Conjectures de Pollock
Les conjectures de Pollock sont un couple de conjectures non démontrées de la théorie additive des nombres formulées pour la première fois en 1850 par Sir Frederick Pollock. Elles constituent une extension possible du théorème Fermat-Cauchy des nombres polygonaux aux nombres figurés à trois dimensions, aussi appelés nombres polyédraux.
- conjecture de  Pollock des nombres tétraédriques : tout entier positif est la somme d'au plus cinq nombres tétraédriques.
- conjecture de  Pollock des nombres octaédriques : tout entier positif est la somme d'au plus sept nombres octaédriques.

## Histoire
Frederick Pollock (1er baronnet) était connu comme avocat et homme politique, mais envoyait des articles de mathématiques à la Royal Society.

## Source de la traduction
- (en) Cet article est partiellement ou en totalité issu de l’article de Wikipédia en anglais intitulé « Pollock's conjectures » (voir la liste des auteurs).